# Sempervivum ingwersenii
Sempervivum ingwersenii ist eine Pflanzenart aus der Gattung der Hauswurzen (Sempervivum) in der Familie der Dickblattgewächse (Crassulaceae).

## Beschreibung

### Vegetative Merkmale
Sempervivum ingwersenii wächst als Rosettenpflanze mit einem Durchmesser von bis zu 3 Zentimeter und bildet lange, bräunlich rote Ausläufer. Die verkehrt eiförmigen bis eiförmigen, spitzen, kurz flaumhaarigen Laubblätter tragen ein kurzes, aufgesetztes Spitzchen. Sie sind leuchtend grün mit einer kleinen rotbraunen Spitze. Die Blattspreite ist etwa 15 Millimeter lang und 7,5 Millimeter breit.  

### Generative Merkmale
Der Blütentrieb erreicht eine Länge von bis zu 11 Zentimeter. Er trägt zur Spitze hin hellrote Blätter, die etwa 11 Millimeter lang und 3 Millimeter breit sind. Die 13-zähligen Blüten weisen einen Durchmesser von etwa 2 Zentimeter auf. Ihre rötlichen, etwa 6 Millimeter langen Kelchblätter sind auf einer Länge von bis zu 3 Millimeter miteinander verwachsen. Die roten Kronblätter besitzen schmale hellere Ränder. Die Staubfäden sind hell fliederfarben, die Staubbeutel rosarötlich und der kurze Griffel ist hell orangefarben. 

## Systematik und Verbreitung
Sempervivum ingwersenii ist im Kaukasus in Höhen von etwa 2135 Metern verbreitet. Die Art ist nur vom Typusfundort bekannt.
Die Erstbeschreibung durch Royden Samuel Wale wurde 1942 veröffentlicht.
Die Artbezeichnung ehrt Walter Edward Theodore Ingwersen (1885–1960), einen Pflanzensammler im Kaukasus.

## Nachweise